# Branca de Neve

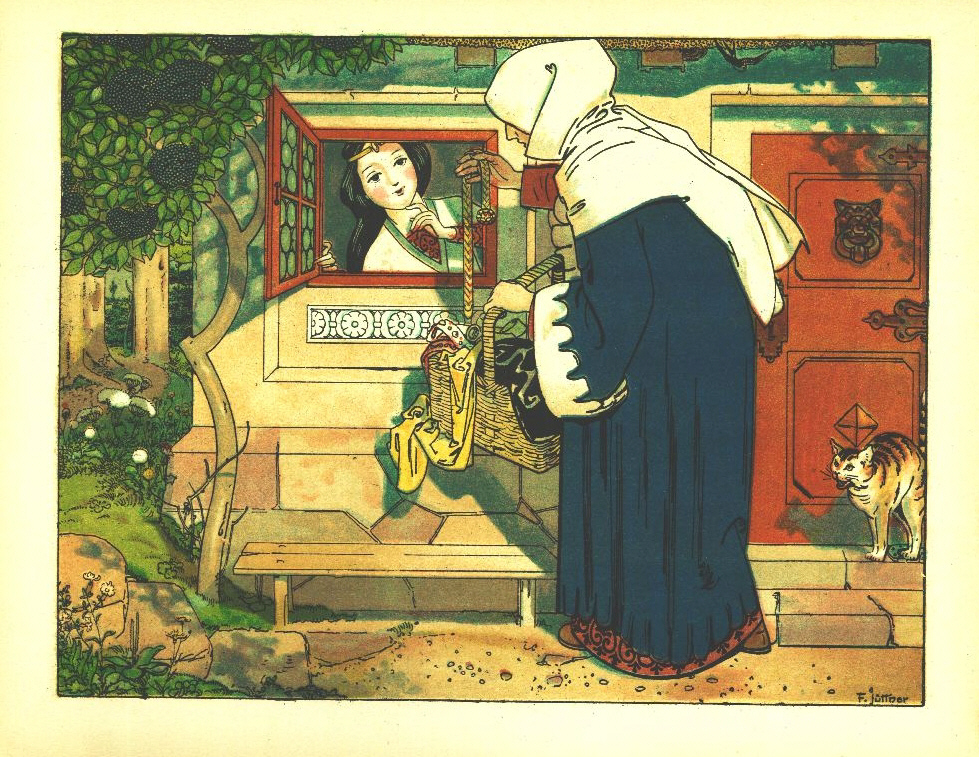
Branca de Neve, ilustração de 1905, feita por Franz Jüttner

Branca de Neve (em alemão Schneewittchen) é um conto de fadas clássico originário da tradição oral alemã, que foi compilado pelos Irmãos Grimm e publicado entre os anos de 1817 e 1822, num livro com várias outras fábulas, intitulado "Kinder-und Hausmärchen" ("Contos de Fada para Crianças e Adultos"). Muito diferente da animação famosa da Disney, a história original possui um peso maior, como a maioria dos contos de fadas originais.

## O clássico
O conto Branca de Neve, na versão dos irmãos Grimm, guarda algumas diferenças das muitas versões que se popularizaram antes e após a compilação feita por eles em seu livro.

No início da história contada pelos Grimm, uma rainha costurava, no inverno, ao lado de uma janela negra como o ébano. Ao lançar o olhar para a neve, picou o dedo com a agulha, e três gotas de sangue pingaram sobre a neve, o que a deixou admirada e a fez pensar que, se tivesse uma filha, gostaria que fosse "alva como a neve, rubra como o sangue e com os cabelos negros como o ébano da janela".

Branca de Neve do filme "Branca de Neve e os sete anões", clássico dos Estúdios Disney de 1937.

Não tardou, e a rainha teve uma filha de descrições idênticas ao seu pedido: branca como a neve, com os cabelos negros como o ébano e os lábios vermelhos como o sangue. Mas, tão logo sua filha veio ao mundo, a rainha morreu. O pai deu à filha o nome de Branca de Neve, e logo tornou a casar com uma mulher arrogante, esnobe e vaidosa, possuidora de um espelho mágico que só falava a verdade.
A rainha consultava seu espelho, perguntando quem era a mais bela do mundo, ao que ele sempre respondia: "Senhora Rainha, vós sois a mais bela". Quando Branca de Neve fez dezessete anos, e um dia a madrasta perguntou: "Quem é a mais bela de todas?", e o espelho não tardou a dizer: "Você é bela, rainha, isso é verdade, mas Branca de Neve possui mais beleza."
Cheia de inveja, a Rainha contratou um caçador e ordenou que ele matasse Branca de Neve e lhe trouxesse seu coração como prova, na esperança de voltar a ser a mais bela. O caçador ficou inseguro, mas aceitou o trabalho. Pronto para matar a bela princesa, o caçador desistiu ao ver que ela era a menina mais bela que já havia encontrado, e rapidamente a mandou fugir e se esconder na floresta; para enganar a rainha, entregou a ela o coração de um jovem veado. A rainha assou o coração e o comeu, acreditando ser de Branca de Neve, para possuir toda a sua beleza mas, ao consultar o espelho mágico, ele continuou a dizer que Branca de Neve era a mais bela.
Branca de Neve fugiu pela floresta, até encontrar uma casinha e, ao entrar, descobriu que lá moravam sete anões. Como era muito gentil, limpou toda a casa e, cansada pelo esforço que fez, adormeceu na cama dos anões. À noite, ao chegarem, os anões levaram um susto, mas logo se acalmaram ao perceber que era apenas uma bela moça, e que a mesma tinha arrumado toda a casa. Como agradecimento, eles cederam sua casa como esconderijo para Branca de Neve, com a condição de ela continuar deixando-a tão limpa e agradável.
A rainha não tardou a descobrir o esconderijo de Branca de Neve e resolveu matá-la; disfarçada em mascate, foi até a casa dos anõezinhos. Chegando lá, ofereceu um laço de fita a Branca de Neve, que aceitou. A rainha ofereceu ajuda para amarrar o laço em volta da cintura de Branca de Neve e, ao fazê-lo, apertou-o com tanta força que Branca de Neve desmaiou. Quando os anões chegaram e viram Branca de Neve sufocada pelo laço de fita, rapidamente o cortaram e ela voltou a respirar.
A rainha novamente descobriu que Branca de Neve não estava morta, e voltou a se disfarçar, mas desta vez como uma velha senhora que vendia escovas de cabelo, na verdade envenenadas. Ao dar a primeira escovada, Branca de Neve caiu no chão, desmaiada. Quando os anões chegaram e a viram, rapidamente retiraram a escova de seus cabelos e ela acordou.
A rainha, já enlouquecida de fúria, decidiu usar outro método: uma maçã enfeitiçada. Dessa vez, disfarçou-se de fazendeira e ofereceu uma maçã; Branca de Neve ficou em dúvida, mas a Rainha cortou a maçã ao meio e comeu a parte que não estava enfeitiçada, e Branca de Neve aceitou e comeu o outro pedaço, enfeitiçado. A maçã engasgou na garganta de Branca de Neve, que ficou sem ar. Quando os anões chegaram e viram Branca de Neve desacordada, tentaram ajudá-la, mas não sabiam o que causara tudo aquilo, e pensaram que ela estava morta. Por achá-la tão linda, os anões não tiveram coragem de enterrá-la, e a puseram em um caixão de vidro.
Certo dia, um príncipe que andava pelas redondezas avistou o caixão de vidro, e dentro a bela donzela. Ficou tão apaixonado, que perguntou aos anões se podia levá-la para seu castelo, ao que eles aceitaram e os servos do príncipe a colocaram na carruagem. No caminho, a carruagem tropeçou, e o pedaço de maçã que estava na garganta de Branca de Neve saiu, e ela pôde novamente respirar, abriu os olhos e levantou a tampa do caixão.
O príncipe a pediu em casamento, e convidou para a festa a rainha má, que compareceu, morrendo de inveja. Como castigo, ao sair do palácio, acabou tropeçando num par de botas de ferro que estavam aquecidas. As botas fixaram-se na rainha e a obrigaram a dançar; ela dançou e dançou até, finalmente, cair morta.

## Versões

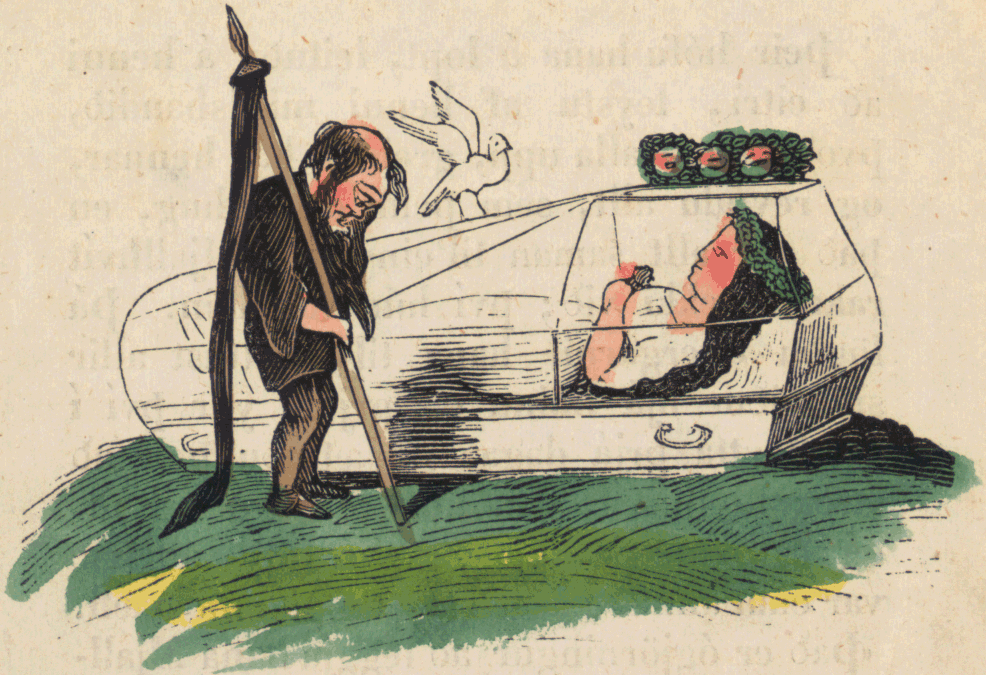
Gravura de uma edição do século XIX da Branca de Neve

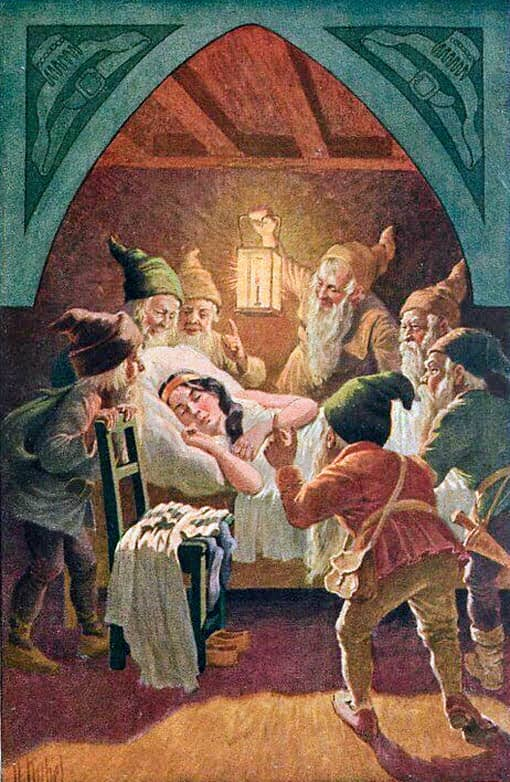
Ilustração de Otto Kubel, ca. 1930

A origem do conto é controversa; é possível ter iniciado na Idade Média e se mantido pela tradição oral. Os Irmãos Grimm, em sua compilação dos vários contos através da Alemanha, publicaram a versão mais conhecida na época, e essa se tornou, com o tempo, a mais divulgada, mas há muitas outras.
Em muitas dessas versões alemãs, os anões são substituídos por ladrões, enquanto o diálogo com o espelho é feito com o sol ou a lua.
Em uma versão albanesa, coletada por Johann George von Hahn e publicada em "Griechische und albanesische Märchen. Gesammelt, übersetzt and erläutert" (1864), a personagem principal vive com 40 dragões, e seu sono é causado por um anel.
Para Bruno Bettelheim, as figuras e os acontecimentos dos contos de fada estão de acordo com fenômenos arquetípicos, daí satisfazerem, inconscientemente, através de todas as épocas.

### Versões populares

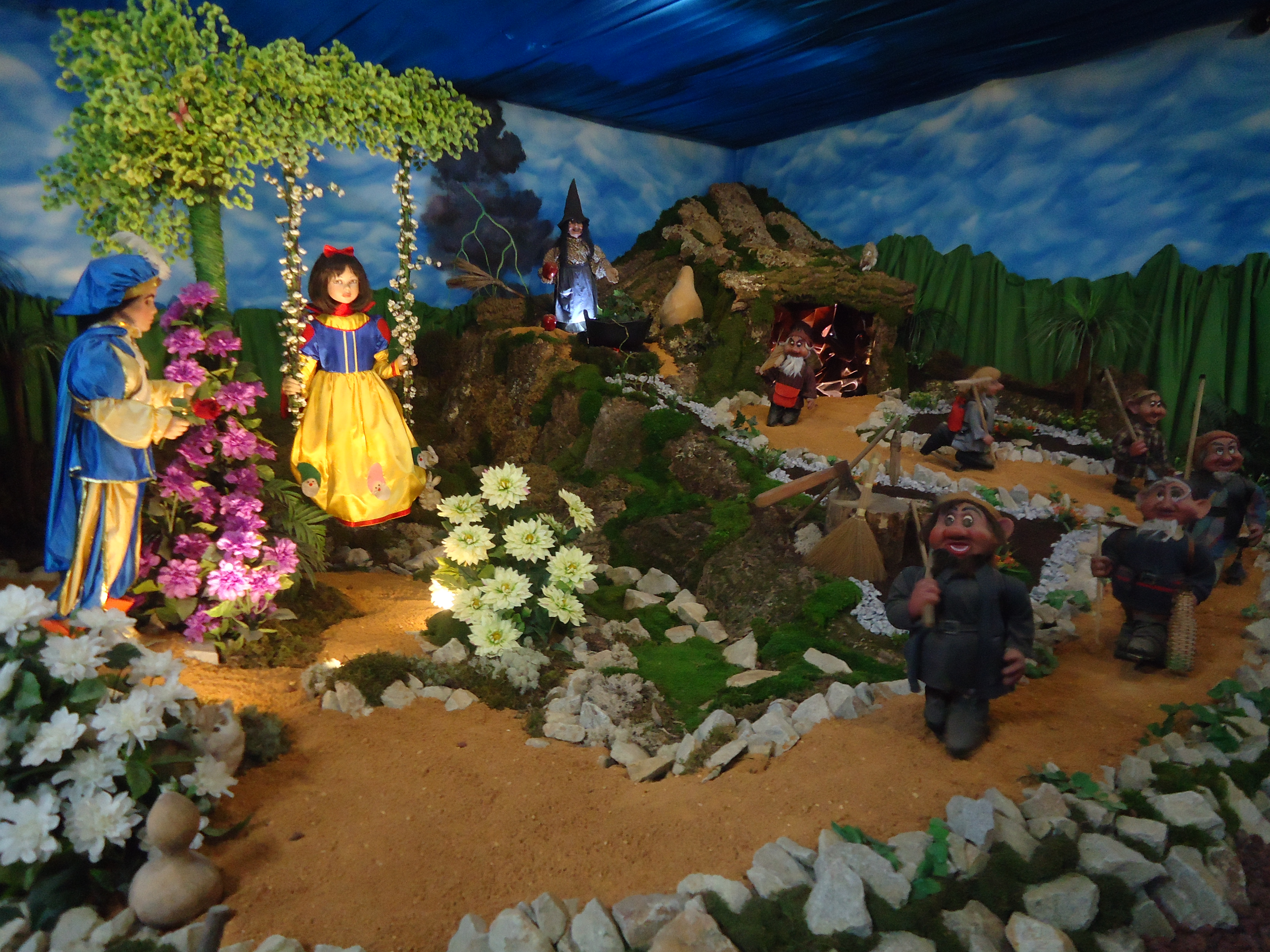
Branca de Neve e os Sete Anões, Presépio Cavalinho, São Paio de Oleiros, Portugal.

As versões populares têm constantemente modernizado a história, adicionando elementos e, muitas vezes, atenuando os pormenores mais intrigantes, de acordo com as exigências sociais e os valores de cada época. Os contos foram perdendo suas passagens mais controversas e incorporando valores modernos, adaptados para o universo infantil, deixando muitas vezes sua função de entretenimento para assumir a posição de emissor de lições de moral e de mensagens de superação.
Com influência direta do filme da Disney Branca de Neve e os Sete Anões, a maioria das versões publicadas atualmente para este conto não inclui três tentativas da madrasta de matar Branca de Neve. Racionando elementos repetitivos na narrativa, é contada apenas a tentativa final: a da famosa maçã envenenada, que consegue com sucesso fazer com que a princesa adormeça para que possa despertar ao ser beijada por um príncipe (e não regurgitando a maçã). Os elementos retirados do conto em geral são os considerados bárbaros ou desnecessários, que poderiam ser interpretados de forma distinta em tempos atuais.
Utilizando idéias de Stanislav Grof, Joseph Campbell, e Carl G. Jung, Roberts declara que a versão de Disney retrata o inconsciente, incluindo a descrição de Grof, o Hero's Journey de Campbell, e os arquétipos de Jung.

### Branca de Neve e Rosa Vermelha
Uma personagem chamada Branca de Neve também aparece no conto Branca de Neve e Rosa Vermelha, recolhido pelos irmãos Grimm. Neste conto, porém, ela possui uma irmã chamada Rosa Vermelha (Rubra Rosa em Portugal),e vive com ela várias desventuras com um duende malvado. No final do conto, Branca de Neve se casa com um príncipe que fora transformado em urso, e se torna princesa. Há quem diga que esta seja uma história sem ligação nenhuma com a que conhecemos, apesar da coincidência do nome Branca de Neve, que poderia ter sido uma tradução errada de Rosa Branca.

## Releituras e adaptações
- O poema russo de Alexander Pushkin, Сказка о мёртвой царевне и семи богатырях ("O Conto da Princesa Morta e os Sete Reis") (1833) é similar à Branca de Neve, com reis substituindo os anões.[4]
- Uma das muitas releituras do conto de Branca de Neve aparece em "A Book of Dwarfs", de Ruth Manning-Sanders
- O conto de Tanith Lee "Red as Blood"
- O conto de Neil Gaiman "Snow, Glass, Apples", publicado em "Smoke and Mirrors".
- Outros escritores que usam o mesmo tema são Donald Barthelme (em seu romance "Snow White"), Gregory Maguire (em seu romance "Mirror Mirror"), Jane Yolen (em seu conto "Snow in Summer", publicado em "Black Swan, White Raven"), Anne Sexton (em seu poema "Snow White and the Seven Dwarfs", publicado em "Transformations"), Gail Carson Levine (em "Fairest"), e A. S. Byatt (em seu ensaio "Ice, Snow, Glass", publicado em "Mirror, Mirror on the Wall").
- "White as Snow", outra releitura feita por Tanith Lee, expõe uma combinação de elementos da história de Branca de Neve com o mito grego de Deméter e Perséfone.
- Angela Carter também escreveu uma versão pós-moderna do conto, intitulada "The Snow Child", em sua coleção "The Bloody Chamber".
- Em 1982, o livro "Revolting Rhymes", de Roald Dahl, reescreve a história com características mais modernas, em que Branca de Neve é uma jovem sábia que rouba o espelho mágico e ajuda os anões a apostar em cavalos de corrida.
- Branca de Neve é, também, uma personagem significativa dos quadrinhos/banda desenhada, mais respectivamente das  Fábulas de Bill Willingham. Nessa versão Branca de Neve tem uma irmã chamada Rosa Vermelha.
- O romance de Laura E. Richards, "Snow White or the House in the Wood", de 1900, retrata uma menina que pretende ser Branca de Neve.
- "The Blood Confession" é um romance de Alisa M. Libby sobre uma condessa que deseja ser eternamente jovem e bela.
- Regina Doman adaptou a história no romance "Black as Night", com Blanche, uma órfã católica, que procura refúgio com sete frades.
- O poema "Mirror, Mirror", de Shel Silverstein, conta uma história alternativa sobre o espelho mágico.
- Emma Donoghue apresenta uma versão da história em sua coleção de contos "Kissing The Witch".